# Thompson (strojnica)
Thompson je američki automat kojeg je 1919. izumio John T. Thompson. Oružje je postalo neslavno i ozloglašeno tijekom Prohibicijske ere u Sjedinjenim Državama. Ova automatska puška je bila česta u medijima, koristili su je i zakonske službe i kriminalci. Thompsonova strojnica je dobila mnogo nadimaka tijekom svog vremena, a neki od njih su: "Tommy Gun", "Rovova metla/čistač", "Čikaški pisaći stroj", "Čikaški klavir", "Čikaški verglaš" i "sjeckalica".
Strojnica Thompson bila je omiljena među vojnicima, kriminalcima, policiji i civilima zbog svoje ergonomije, kompaktnosti, velikom kalibru .45 ACP, pouzdanosti, i automatskoj paljbi. Sada je civilima kolekcionarski i visoko cijenjeni primjerak zbog svojeg povijesnog značaja. Postalo je standardno naoružanje američkih, i ograničenih broju britanskih dočasnika tijekom Drugog Svjetskog Rata.
Prvi Thompson razvijan je za potrebe rovovskog ratovanja, ali je prekasno "ugledao svjetlost dana" - u serijsku proizvodnju ušao je 1921. godine, a modificiran je 1928. pod oznakom Thompson M1928. S obzirom da se vojska nije zanimala za njega, uveden je u naoružanje policije, međutim, daleko poznatiji i ozloglašeniji postao je kao oružje čikaških gangstera u vrijeme prohibicije. To oružje je obilježilo "divlje dvadesete" u Americi. U svakom slučaju Thompson je bio iznimno kvalitetno oružje, jake čelične konstrukcije koja je zahtijevala kompliciranu strojnu obradu, što ga je činilo prilično skupim. Za razliku od većine kratkih strojnica 1. generacije, Thompson M1928 nije radio na uobičajenom načelu slobodnog trzanja zatvarača, već je rabio načelo tzv. usporenog djelovanja plinova na zatvarač, kod kojeg se trenjem dviju nagnutih ravni i inercijom mase plina zatvarač držao dovoljno dugo zatvorenim da pri opaljenju zrno napusti cijev prije trzanja zatvarača u zadnji položaj. Druga novost bio je bubanjski spremnik koji je mogao primiti 100 metaka. Bubanj je nastao vjerojatno zbog potrebe da se ima dovoljno streljiva tijekom rovovskih borbi, kada je uvelike smanjena mogućnost punjenja oružja. Po tim inovacijama Thompson je bio jedinstveno oružje tog vremena.